# Олдершот
Олдершот (енгл. Aldershot) је град у Уједињеном Краљевству у Енглеској. Према процени из 2007. у граду је живело 62.944 становника.

## Становништво
Према процени, у граду је 2008. живело 62.944 становника.
| 1981.  | 1991.  | 2001.  |
| ------ | ------ | ------ |
| 53,665 | 51,356 | 58,170 |